# Cmentarz wojenny nr 341 – Wola Nieszkowska-Wichras

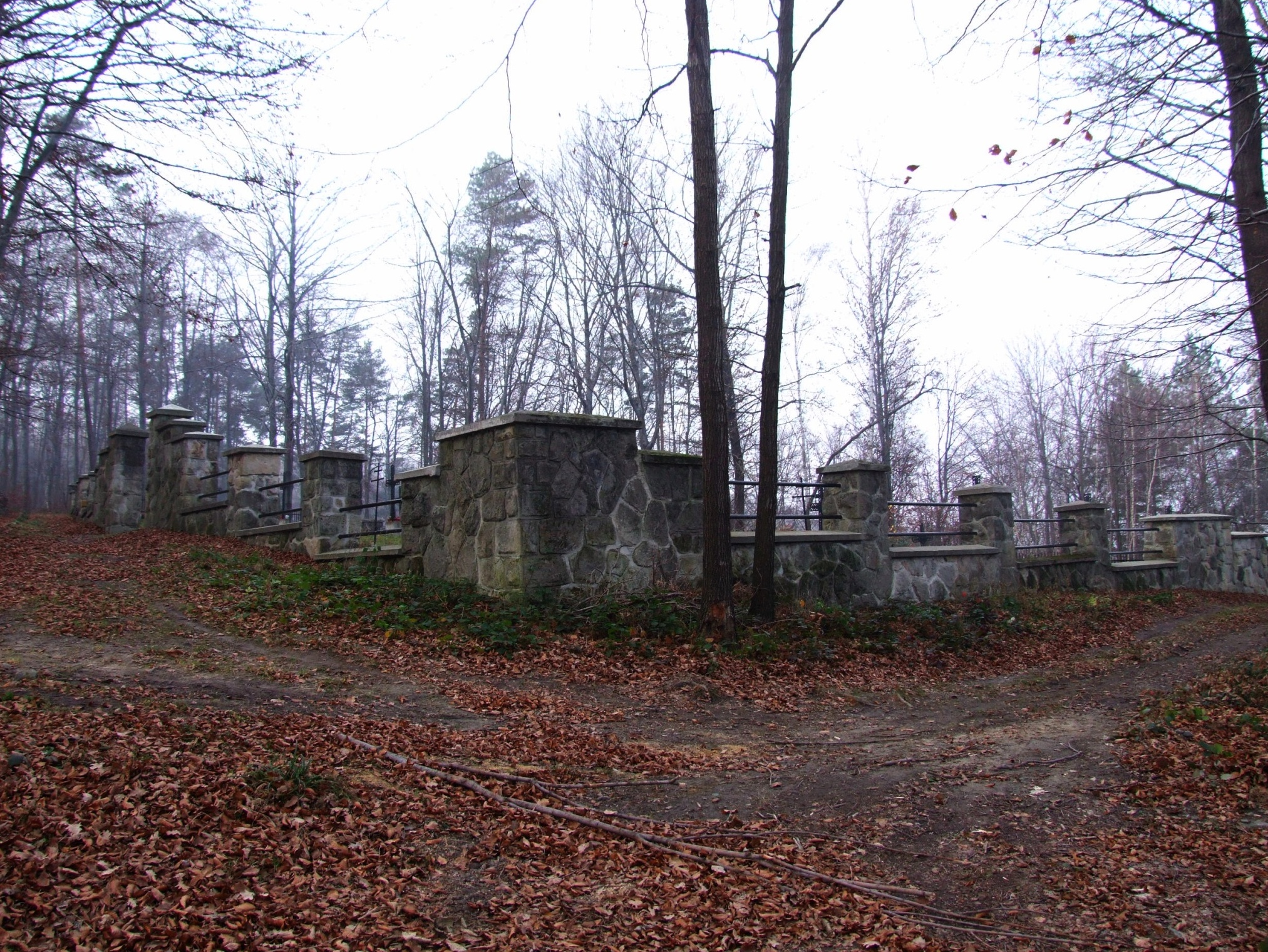
Mur cmentarza

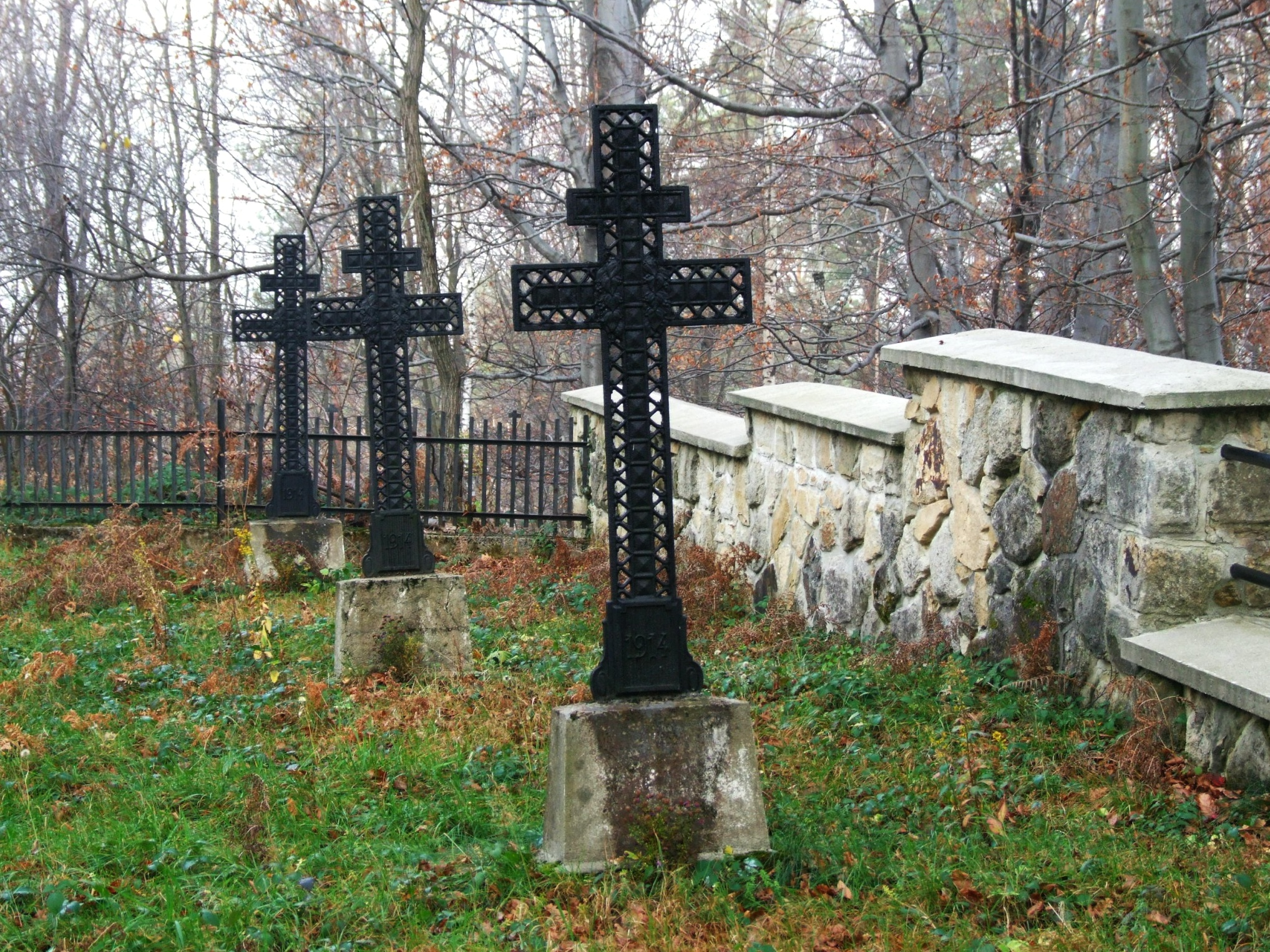
Nagrobki żołnierzy rosyjskich

Cmentarz wojenny nr 341 – Wola Nieszkowska-Wichras – cmentarz z I wojny światowej znajdujący się we wsi Wola Nieszkowska w województwie małopolskim, w powiecie bocheńskim, w gminie Bochnia. Jest jednym z 400 zachodniogalicyjskich cmentarzy wojennych zbudowanych przez Oddział Grobów Wojennych C. i K. Komendantury Wojskowej w Krakowie. Z tej liczby w okręgu bocheńskim cmentarzy jest 46.

## Położenie
Położony jest w lesie na północno-wschodnim stoku wzgórza Wichraż (także Wichras) w południowej części wsi Wola Nieszkowska. Prowadzi do niego nieprzejezdna dla samochodów osobowych droga leśna z Woli Nieszkowskiej lub Leszczyny.
Na niektórych mapach istnieje błędne oznaczenie i cmentarz ten jest opisany jako cmentarz nr 340.

## Historia
Pochowano tutaj wspólnie na jednym cmentarzu żołnierzy armii rosyjskiej i austro-węgierskiej, którzy zginęli na okolicznych polach na początku grudnia 1914 w czasie operacji limanowsko-łapanowskiej. 7 grudnia Rosjanie obsadzili wzgórza na zachód od Stradomki w miejscowościach Sobolów, Gierczyce i Nieprześnia. Atakujące od strony Łapanowa i doliny Stradomki wojska austro-węgierskie zdobywały je przez kilka dni. Po kilkudniowych niezwykle zaciętych walkach Austriacy zdobyli pozycje rosyjskie na wzgórzach w miejscowościach Buczyna, Grabina, Stradomka, Sobolów, Chrostowa, Kamyk, Wola Nieszkowska, Nieprześnia wypierając ich z tych miejscowości. 13 grudnia Rosjanie rozpoczęli odwrót dalej na wschód.
Pochowano na nim 178 żołnierzy austro-węgierskich oraz 146 żołnierzy rosyjskich (174 żołnierzy znanych z nazwiska). Polegli w dniach 7–19 XII 1914 r.

## Opis cmentarza
Jest to cmentarz zbudowany na planie prostokąta, do którego dodano drugi, przylegający, dużo mniejszy prostokąt. Ogrodzenie cmentarza złożone częściowo z kamiennego muru, częściowo z żelaznych sztachet. Mur składa się z murowanych z kamienia ciosanego dość wysokich, masywnych słupków, pomiędzy którymi znajduje się niski, z takich samych kamieni murek. Ponad murkiem zamontowane dwie grube rury żelazne. Murek i słupki nakryte są betonowym parapetem. Wejście na cmentarz prowadzi przez murowaną bramę i drewniana furtę z kutymi zawiasami i zamkiem. Mogiły ułożone w rzędach, a na nich na betonowych cokołach zamontowano 4 rodzaje krzyży:
- duże, żeliwne i ażurowe (łacińskie i lotaryńskie)
- mniejsze, wykonane z płaskich żelaznych prętów (również łacińskie i lotaryńskie).

## Losy cmentarza
Pierwszego pochówku dokonali okoliczni mieszkańcy zaraz po bitwie. Z uwagi na zimę i mróz żołnierzy pochowano jednak płytko i w miejscach przypadkowych. Utrudniało to uprawę ziemi, a na wiosnę pojawiło się też zagrożenie epidemią. W 1915 Austriacy przystąpili do budowy cmentarzy. Wykonali je bardzo solidnie, zakładali bowiem, że będą one miejscem pielgrzymek i uroczystości patriotycznych. Przy ekshumacji i budowie cmentarzy wykorzystywano jeńców wojennych, głównie Włochów. W okresie Polski międzywojennej doceniano rangę cmentarza i był wówczas pielęgnowany przez miejscową społeczność. Po II wojnie ranga cmentarza w świadomości społeczeństwa i ówczesnych władz zmalała. Cmentarz ulegał w naturalny sposób niszczeniu, był też dewastowany przez wandali. W latach 80. został wyremontowany, następnie w 2009 roku ponownie odnowiono kamienny mur i żeliwne krzyże, odremontowano też bramę wejściową. Pierwotny drewniany krzyż na kamiennym cokole uległ z czasem zniszczeniu i obecnie go brak. Mieszkańcy wsi dbają o stan cmentarza i mogił. Co roku w listopadzie organizują też na cmentarzu mszę świętą za poległych.